# Forestdale (Alabama)
Forestdale és una concentració de població designada pel cens dels Estats Units a l'estat d'Alabama. Segons el cens del 2000 tenia 10.509 habitants.

## Demografia
Segons el cens del 2000, Forestdale tenia 10.509 habitants, 4.161 habitatges, i 3.099 famílies. La densitat de població era de 588,1 habitants/km².
Dels 4.161 habitatges en un 30,6% hi vivien nens de menys de 18 anys, en un 58,5% hi vivien parelles casades, en un 13% dones solteres, i en un 25,5% no eren unitats familiars. En el 23,1% dels habitatges hi vivien persones soles l'11,2% de les quals corresponia a persones de 65 anys o més que vivien soles. El nombre mitjà de persones vivint en cada habitatge era de 2,53 i el nombre mitjà de persones que vivien en cada família era de 2,97.
Per edats la població es repartia de la següent manera: un 22,8% tenia menys de 18 anys, un 7,4% entre 18 i 24, un 26,1% entre 25 i 44, un 26,3% de 45 a 60 i un 17,4% 65 anys o més.
L'edat mitjana era de 41 anys. Per cada 100 dones hi havia 88,5 homes. Per cada 100 dones de 18 o més anys hi havia 84,7 homes.
La renda mitjana per habitatge era de 43.111 $ i la renda mitjana per família de 51.188 $. Els homes tenien una renda mitjana de 36.048 $ mentre que les dones 30.135 $. La renda per capita de la població era de 19.954 $. Aproximadament el 4,4% de les famílies i el 6,4% de la població estaven per davall del llindar de pobresa.

## Poblacions properes
El següent diagrama mostra les poblacions més properes.